# Руен (област Бургас)
 За другото българско село вижте Руен (Област Пловдив).  
Руен е село в Югоизточна България. То е административен център на община Руен, област Бургас. Старото име на селото е Уланлъ.
По данни на ГРАО към 15 март 2024 г. в града живеят 2943 души по настоящ адрес и 3238 души по постоянен адрес.

## География
Западно от селото се намира язовир Ябълчево. Разстоянието до областния център Бургас е 43 км. В миналото селото е разполагало със селскостопанско летище. Днес в Руен има училище, медицински център и стадион.
Близо до селото, на 2,63 км североизточно се намира тракийско укрепление със селище. Високо е към 50 м и е заобиколено от три страни от река Хаджийска. Има четириъгълен план с приблизителни размери 30 на 19,3 м.
В околността на селото се намират множество пещери.

## История
Писмени сведения за село Руен съществуват от 15 век, когато е наричано Офла-Улан. По-късно става известно като Уланлъ (от арабското улан – „момче, чедо“). Според преданията, днешното село Руен датира поне от 1788 г. Покрай селото е минавал така наречения „Път на солта“, свързващ Анхиало (Поморие) с Провадия.

## Население

### Етнически състав
Преброяване на населението през 2011 г.
Численост и дял на етническите групи според преброяването на населението през 2011 г.:
|                     | Численост |
| Общо                | 2261      |
| Българи             | 96        |
| Турци               | 1018      |
| Цигани              | 721       |
| Други               | -         |
| Не се самоопределят | 266       |
| Неотговорили        | 160       |

## Редовни събития
В последната неделя от месец май в селото се провежда традиционен спорт, наречен „мазни борби“, който характерен само за община Руен.